# 覃遠璡
覃遠璡（1821年—1891年），字玉次，湖南石門縣人，土家族，晚清政治、军事人物，學者。

## 生平
咸豐元年（1851年）舉人，咸豐三年（1853年）癸丑科進士。咸豐六年（1856年）官陸川縣知縣。同治間歷升潯州知州、廣西鹽運使、廣西按察使，任楚軍督辦兼左江兵備道。同治十二年（1873年）十月，抗擊法國殖民者入侵。
光緒十五年（1889年）奉旨戍邊，修復關隘，有「雄邊玉帥」之譽。光緒十七年（1891年）在邊關病卒。

## 著作
善詩文，有《程墨文》一卷、《程墨詩》一卷等。